# The Anniversary
The Anniversary var ett amerikanskt rockband från Lawrence, Kansas, aktivt mellan åren 1996 och 2004. Bandet albumdebuterade med 2000 års Designing a Nervous Breakdown. Efter bandets andra studioalbum,Your Majesty, uppdagades kreativa meningsskiljaktigheter, varför bandet splittrades.

## Diskografi
Studioalbum
- 2000 – Designing a Nervous Breakdown
- 2002 – Your Majesty

Samlingsalbum
- 2008 – Devil on Our Side: B-Sides and Rarities

Singlar
- 1999 – "The Anniversary" / "The Get Up Kids"
- 2001 – "What's My Name?"
- 2001 – "Anniversary" / "Superdrag"
- 2002 – "Sweet Marie"